# Невејда (Мисури)
Невејда (енгл. Nevada) град је у америчкој савезној држави Мисури.

## Демографија
По попису из 2010. године број становника је 8.386, што је 221 (-2,6%) становника мање него 2000. године.
| Група             | 2000.         | 2010.         |
| Белци             | 8.187 (95,1%) | 7.884 (94,0%) |
| Афроамериканци    | 89 (1,0%)     | 91 (1,1%)     |
| Азијати           | 38 (0,4%)     | 66 (0,8%)     |
| Хиспаноамериканци | 111 (1,3%)    | 167 (2,0%)    |
| Укупно            | 8.607         | 8.386         |